# Ischnochiton niveus
Ischnochiton niveus är en blötdjursart som beskrevs av Ferreira 1987. Ischnochiton niveus ingår i släktet Ischnochiton och familjen Ischnochitonidae.
Artens utbredningsområde är Florida. Inga underarter finns listade i Catalogue of Life.